# Chindaswinth nyugati gót király
Chindaswinth, más írásmóddal Chindasuinth, Kindasvinth (563 – 653. szeptember 30./október 1.) nyugati gót király 642-től haláláig.
Bár fiatalon a lázadók pártjához tartozott, trónhoz jutván keleti kényurak módjára kivégeztetett minden lázadót vagy ellenszegülőt. Állítólag kétszáz előkelő s ötszáz alsórendű embert gyilkoltatott meg, feleségeiket s leányaikat, vagyonukkal együtt híveinek osztotta szét. Amikor haragja miatt sokan külföldre menekültek megtiltotta a kivándorlást. Néhány száz gőgös előkelő élete árán feltétlen tiszteletet szerzett a királyság tekintélyének és az ország területi épségének. 
Ellenfeleit sikerült megnyernie tudományos hajlamaival és az egyház iránt tanúsított bőkezűségével. Templomokat és kolostorokat alapított s Rómába megbízottat küldött, hogy Nagy Szent Gergelynek a gótoknál már nem található munkáit vásárolja össze. 646-ban összehívta a hetedik toledói zsinatot, melyen a királyság és egyház kibékült egymással, de felsőbb hatalmát az egyház elvesztette. Itt vagyonvesztést s számkivetést mondtak a külföldre menekült, ellenséget fegyveres beavatkozásra szító pártütőkre s ellentétben a romanizáló papi áramlattal, a gót törvénykönyv hatályát az ország római lakosaira is kiterjesztették. Fiát társkirállyá tette, és vele együtt dolgozta ki törvénykönyvét, a Lex Wisigothorumot.